# Extinct
Albums de Moonspell
Alpha Noir / Omega White
(2012) 1755 (album de Moonspell)
(2017)
Extinct est le dixième album du groupe Moonspell sorti en 2015.
Cet album a été enregistré aux Fascination Street Studios en Suède, produit et mixé par Jens Bogren.
La couverture a été réalisée par Seth Siro Anton

## Liste des titres
| Extinct | Extinct                        | Extinct | Extinct | Extinct | Extinct | Extinct | Extinct | Extinct | Extinct |
| No      | Titre                          | Durée   |         |         |         |         |         |         |         |
| ------- | ------------------------------ | ------- | ------- | ------- | ------- | ------- | ------- | ------- | ------- |
| 1.      | Breathe (Until We Are No More) | 5:33    |         |         |         |         |         |         |         |
| 2.      | Extinct                        | 4:42    |         |         |         |         |         |         |         |
| 3.      | Medusalem                      | 5:06    |         |         |         |         |         |         |         |
| 4.      | Domina                         | 5:09    |         |         |         |         |         |         |         |
| 5.      | The Last of Us                 | 3:26    |         |         |         |         |         |         |         |
| 6.      | Malignia                       | 5:06    |         |         |         |         |         |         |         |
| 7.      | Funeral Bloom                  | 4:10    |         |         |         |         |         |         |         |
| 8.      | A Dying Breed                  | 4:29    |         |         |         |         |         |         |         |
| 9.      | The Future Is Dark             | 5:09    |         |         |         |         |         |         |         |
| 10.     | La Baphomette                  | 2:48    |         |         |         |         |         |         |         |
| 45:38   |                                |         |         |         |         |         |         |         |         |

| Deluxe Edition | Deluxe Edition       | Deluxe Edition | Deluxe Edition | Deluxe Edition | Deluxe Edition | Deluxe Edition | Deluxe Edition | Deluxe Edition | Deluxe Edition |
| No             | Titre                | Durée          |                |                |                |                |                |                |                |
| -------------- | -------------------- | -------------- | -------------- | -------------- | -------------- | -------------- | -------------- | -------------- | -------------- |
| 11.            | Until We Are No Less | 7:02           |                |                |                |                |                |                |                |
| 12.            | Doomina              | 4:49           |                |                |                |                |                |                |                |
| 13.            | Last of Them         | 5:24           |                |                |                |                |                |                |                |
| 14.            | The Past Is Darker   | 5:43           |                |                |                |                |                |                |                |
| 01:08:34       |                      |                |                |                |                |                |                |                |                |

## Composition du groupe
- Fernando Ribeiro  : voix
- Ricardo Amorim : guitares, claviers
- Pedro Paixão : claviers, guitares
- Aires Pereira : basse
- Miguel Gaspar : batterie